# Thomas Schlemmer
Thomas Schlemmer (* 7. April 1967 in Peißenberg/Oberbayern) ist ein deutscher Historiker, der am Institut für Zeitgeschichte München-Berlin arbeitet.

## Leben
Nach dem Abitur in Weilheim 1986 studierte Thomas Schlemmer Neuere und Neueste Geschichte, Sozial- und Wirtschaftsgeschichte sowie Politikwissenschaft an der Universität München, an der er 1996 mit einer Arbeit über „Die Christlich-Soziale Union 1945 bis 1955“ promoviert wurde. Er war von 1993 bis 2001 und ist seit Juli 2005 wissenschaftlicher Mitarbeiter am Institut für Zeitgeschichte in München. Dazwischen arbeitete er von 2001 bis 2005 am Deutschen Historischen Institut in Rom. Von 2009 bis 2012 war Thomas Schlemmer Mitglied der Deutsch-italienischen Historikerkommission. Seit seiner Habilitation 2009 lehrt er als Privatdozent an der Universität München. Thomas Schlemmer wurde 2016 zum stellvertretenden Chefredakteur der Vierteljahrshefte für Zeitgeschichte berufen, seit 2019 ist er Chefredakteur.
Schlemmer lebt in Taufkirchen bei München.

## Publikationen (Auswahl)
Monographien
- Aufbruch, Krise und Erneuerung. Die Christlich-Soziale Union 1945 bis 1955, München 1998 (Zugleich: Dissertation, Universität München, 1996).
- Industriemoderne in der Provinz. Die Region Ingolstadt zwischen Neubeginn, Boom und Krise 1945 bis 1975, München 2009.
- Invasori, non vittime. La Campagna italiana di Russia 1941–1943, Rom/Bari 2019.

Herausgeberschaften
- An der Spitze der CSU. Die Führungsgremien der Christlich-Sozialen Union 1946 bis 1955, München 2007 (hrsg. zusammen mit Jaromír Balcar).
- Der Faschismus in Europa. Wege der Forschung, München 2014 (hrsg. zusammen mit Hans Woller).
- Krieg und Recht. Die Ausdifferenzierung des Rechts von der ersten Haager Friedenskonferenz bis heute, Regenstauf 2014 (hrsg. zusammen mit Martin Löhnig und Mareike Preisner).
- Die Anfänge der Gegenwart. Umbrüche in Westeuropa nach dem Boom (= Zeitgeschichte im Gespräch, Band 17), München 2014 (hrsg. mit Morten Reitmayer).
- Vorgeschichte der Gegenwart. Dimensionen des Strukturbruchs nach dem Boom, Göttingen 2016 (hrsg. zusammen mit Anselm Doering-Manteuffel und Lutz Raphael).
- Die „Achse“ im Krieg. Politik, Ideologie und Kriegführung 1939 bis 1945, Paderborn u. a. 2010 (hrsg. zusammen mit Lutz Klinkhammer und Amedeo Osti Guerrazzi).
- German Yearbook of Contemporary History. Volume 1: Holocaust and Memory in Europe (hrsg. zusammen mit Alan Steinweis).
- Die Rückkehr der Arbeitslosigkeit. Die Bundesrepublik Deutschland im europäischen Kontext 1973 bis 1989, München 2009 (hrsg. zusammen mit Thomas Raithel) (Volltext digital verfügbar).